# Трифон (патриарх Константинопольский)
Патриа́рх Три́фон (греч. Πατριάρχης Τρύφων; умер в 933) — патриарх Константинопольский с 14 декабря 928 по август 931 года.

## Жизнеописание
До своего посвящения в патриарший сан Трифон был монахом в Константинополе.
В 928 году императором Романом I он был объявлен патриархом Константинопольским при условии, что должен будет уйти в отставку в пользу сына императора, Феофилакта, когда тот достигнет возраста достаточного для посвящения в патриархи.
В 931 году Роман I попросил патриарха Трифона отказаться от патриаршества. Трифон не согласился передать трон мальчику и остался на этом посту. Роман I пришёл в ярость и хотел арестовать и казнить его, но Трифон был очень любим народом за свои добродетели. Тогда советники императора придумали лучший план, чтобы отстранить его от должности, не вызывая восстания. Во время встречи с другими епископами архиепископ Кесарийский обвинил Трифона в неграмотности и не умении писать. Трифон подписал чистый лист бумаги, а затем епископ Василий направил бумагу во дворец, где императорские писчики дописали документ о его отставке на чистый лист бумаги с подписью Трифона. Трифон был вынужден уйти в отставку и поселился в монастыре, где и умер через 2 года.